# Jake Wade and the Soul Searchers
Jake Wade and the Soul Searchers était un groupe américain de funk, originaire de Détroit, signé sur le label Mutt Records. Le groupe est ensuite renommé El Riot.
Leur chanson Searching for Soul est échantillonnée en 2006 dans la chanson Suga Mama extrait de l'album de Beyoncé Knowles B'Day. La chanson fait  partie d'une compilation sortie en 2005 sous le label Ubiquity Records.